# 3 Serpentis
3 Serpentis, som är stjärnans Flamsteed-beteckning, är en dubbelstjärna i den mellersta delen av stjärnbilden Ormen. Den har en kombinerad skenbar magnitud på ca 5,34 och är svagt synlig för blotta ögat där ljusföroreningar ej förekommer. Baserat på parallaxmätning inom Hipparcosuppdraget på ca 8,7 mas, beräknas den befinna sig på ett avstånd på ca 370 ljusår (ca 114 parsek) från solen. Den rör sig närmare solen med en heliocentrisk radialhastighet av ca -34 km/s.

## Egenskaper
Primärstjärnan 3 Serpentis A är en orange till gul jättestjärna av spektralklass K0 III.  Den har en radie som är ca 14 solradier och utsänder ca 128 gånger mera energi än solen från dess fotosfär vid en effektiv temperatur på ca 4 600 K.
De båda stjärnorna i 3 Serpentis kan upplösas med hjälp av spekle interferometri och var separerade med 0,23 bågsekunder år 2014. Deras kretslopp är mycket excentriskt och vid periastronpassagen 1997 beräknas de två vara inom ett avstånd av endast 6 mas från varandra.
Individuella spektra för stjärnorna i 3 Serpentis kan inte erhållas och spektraltypen K0 III gäller för de två stjärnorna kombinerade. Primärstjärnan är 2,5 magnituder ljusare än följeslagaren och svalare. Den kombinerade spektraltypen anger att primärstjärnan sannolikt har utvecklats bort från huvudserien, men jämförelse av färg och ljusstyrka hos följeslagaren tyder på att den fortfarande kan vara en stjärna i huvudserien.